# Copresentator

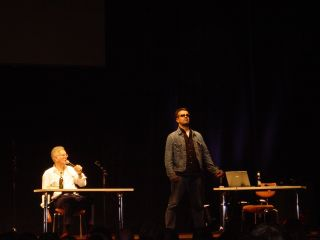
Copresentator

Een copresentator, sidekick, of in de volksmond rechterhand, is een assistent van een persoon in hetzelfde bedrijf. Meestal wordt deze term gebruikt bij assistenten van radio-dj's, copresentatoren van televisieprogramma's en medewerkers van de hoofdpersoon in theater of film. Een copresentator is vaak de "aangever" van grappen die de hoofdpersoon vervolgens kan inschieten. 
De toehoorder heeft dan het idee dat hij of zij bij het "gesprek" tussen hoofdpersoon en copresentator betrokken raakt doordat de laatste zijn of haar mening reflecteert. Ook kan de copresentator een bredere verantwoordelijkheid hebben, bijvoorbeeld door in een radio-uitzending jingles in te starten of de fileberichten te lezen, of in een televisie-uitzending (co)presentaties te doen of muziek ten gehore te brengen. Vaak werken copresentatoren ook achter de schermen als radioproducer of eindredacteur. Vaak is de copresentator aan de presentator 'gekoppeld'. Ze hebben dan samen een contract, waardoor ze beiden moeten vertrekken als het programma om wat voor reden dan ook (vroegtijdig) stopt.
Een van de bekendste internationale copresentatoren is Ed McMahon voor de Amerikaanse presentator Johnny Carson.

## Bekende copresentatoren inNederland
- Jan Paparazzi (copresentator van Robert Jensen en Patrick Kicken)
- Cor Bakker (copresentator van Paul de Leeuw)
- Johan Derksen en René van der Gijp (copresentator van Wilfred Genee)
- Rámon Verkoeijen (copresentator van Timur Perlin)
- Jelmer Gussinklo en Lana Wolf (copresentatoren van Rob Stenders)
- Caroline Brouwer (copresentator van Rob Stenders)
- DJ Sven, Juri Verstappen en Lex Landeweerd (copresentatoren van Rob van Someren)
- Sander van Minnen, Bart Dubbelt en Jan Paparazzi (copresentatoren van Patrick Kicken)
- Rick Romijn, Niels van Baarlen en Cobus Bosscha  (copresentatoren van Edwin Evers)
- Jelte van der Goot (copresentator van Frank Dane)
- Jeroen Kijk in de Vegte (copresentator van Ruud de Wild en Jan-Willem Roodbeen)
- Gijs Hakkert (copresentator van Ruud de Wild)
- Chris Bergström (copresentator van Domien Verschuuren)
- Anton Griep (copresentator van Domien Verschuuren)
- Evelien de Bruijn (copresentator van Gerard Ekdom)
- Ruben de Ronde (copresentator van Armin van Buuren)
- Eva Koreman (copresentator van Jeroen van Inkel en Frank van der Lende)
- Jesse Sprikkelman (copresentator van Jeroen van Inkel)
- Marcel van Roosmalen (copresentator van Gijs Groenteman)
- Wouter Walgemoed (copresentator van Astrid Kersseboom)
- Lammert de Bruin (copresentator van Suzanne Bosman)
- Matijn Nijhuis (copresentator van Gijs Staverman)

In het praatprogramma De Wereld Draait Door werd de dagelijks wisselende copresentator aangeduid als 'tafelheer' of 'tafeldame'. Onder andere Marc-Marie Huijbregts, Fidan Ekiz en Giel Beelen vervulde die rol.
Een bekende copresentator in België is Luc Verschueren (aangever van Jacques Vermeire). Ook in de quiz De Slimste Mens ter Wereld wordt presentator Erik Van Looy bijgestaan door een copresentator. Sinds 2009 zelfs door twee copresentatoren tegelijk.